# الغواصة الألمانية يو-2334
غواصة يو-2334 غواصة يو بوت ألمانية من الفئة الثالثة والعشرون بنيت لسلاح بحرية ألمانيا النازية كريغسمارينه، في أحواض دويتشه ويرفت في هامبورغ خلال الحرب العالمية الثانية.